# Země dobrá, to jest země česká
Země dobrá, to jest země česká, do které semeno z dobroty božské hojně vsaté, učinilo užitek stý knižně vyšla v Hradci Králové v roce 1754 u Jana Klimenta Tibelliho. Dílo je z blíže neznámých důvodů anonymní. Český bohemista profesor Alexandr Stich uvažoval o autorství Josefa Bonaventury Pitra (1708–1764), význačné kulturní osobnosti poloviny 18. století. Tento názor ovšem není obecně přijímán. Jiná hypotéza předpokládá, že původcem byl Václav Vítek, jehož nákladem kniha vyšla a který ji také prodával. Kromě knižního vydání se dochoval i nedatovaný kramářský tisk obsahující první tři a půl kapitoly, a další patrně měly následovat na pokračování – je zřejmé, že dílo mělo být šířeno i mezi nejméně majetnými čtenáři.
Dílo patří k úhelným kamenům pozdější barokní literatury, protože podle tradičních představ po r. 1730 v českých zemích utichá jak literatura, tak národní cítění, které se obrozují až od cca 1770. Kniha, která vyšla přesně uprostřed tohoto období, je navíc vypjatě vlasteneckého zaměření. Šlo pravděpodobně o reakci na zrušení České dvorské kanceláře v roce 1749 v rámci centralizace monarchie, jež znamenalo de facto včlenění českých zemí do Rakouska coby jedné z provincií, a také na války o dědictví české. Programovým cílem, formulovaným nejen v závěru, je povznesení národního vědomí – dějinný materiál je setříděn a podán tak, aby oslavoval přednosti českých zemí i Čechů, v tomto případě vymezených ne územně, nýbrž etnicky a jazykově. To je další novinka, protože v obecném povědomí panuje přesvědčení, že tento koncept u nás oživilo až obrození (a často je přitom odkazováno na Herderovu filozofii).
Země dobrá je dílem s historickou tematikou v podobném duchu jako například Hájkova Kronika česká, nelze od ní tedy ahistoricky čekat vědeckou práci s fakty. Tento žánr je možné označit jako historickou beletrii. V dobovém pojetí však nebyly jednotlivé kategorie podle odbornosti přísně vymezeny. V předosvícenecké éře jsou kroniky především poučnými vyprávěními minulých událostí, které mají sloužit jako poučení pro současníky a budoucí. V evropské tradici mají často moralistní a didaktické zaměření. Objektivitu v dnešním slova smyslu v nich tudíž zpravidla nemá význam hledat. Kroniky obecně patří mezi texty hrající důležitou roli při vytváření společného dějinného povědomí, k formování a udržování kolektivní identity.

## Koncepce díla
Země dobrá je silně závislá na Beckovského Poselkyni příběhův českých (1700), z níž jsou přebírány i delší úseky. Méně pak autor čerpá z Předchůdce Moravopisu (1663) Tomáše Pešiny z Čechorodu. Oba tyto prameny vycházejí z velké části z Hájka. V literárně historických pojmech je možno ji označit za centon, jehož rysem je koláž textů z jiných děl. Ani měřítko původnosti nehrálo v předmoderní době valnou roli. Autor knihy ovšem s materiálem svých předchůdců pracuje značně samostatně, nápaditě a koncepčně. Kromě časové řazení často využívá i řazení tematického a oba principy prolíná. Země dobrá má být především strukturovaným souborem dokladů o slávě českých zemí a jejích obyvatel. Nápadné je ostré konfesní a politické hledisko: dílo je zásadně prokatolické a oddaně prohabsburské. Z jeho pohledu tedy největším neštěstím, které české země postihlo a kvůli kterému dodnes trpí, je působení kacířské husitské a posléze kalvínské „roty“. Viklef, Hus a Fridrich Falcký jsou pro autora ztělesněním nepravosti. Velice zajímavá jsou pak místa, kde se střetává hledisko vlastenecké a konfesijní. V neřešitelných situacích získává většinou navrch vlastenectví: přes všechnu svoji zášť k husitům autor nadšeně líčí porážky Němců, slova uznání má i pro Jiřího z Poděbrad. Popravu českých pánů na Staroměstském náměstí 21. června 1621 ovšem líčí jako spravedlivou odplatu povstalcům a odpadlíků do pravé víry. Přesto však neopomenul upozornit, že v jiných zemích, hlavně německých, se kacířství rozšířilo daleko více a že nikdo není dokonalý: „Který jest pole neb zahrada, v kterých by bodláčí nerostlo?“ Jak naznačuje už název knihy, který je odkazem na Lukášovo evangelium, v autorově pojetí je česká země zemí Bohem vyvolenou, obzvláště jím oblíbenou a mnohými svatými oslavenou (zemským patronům a svatým je dílo věnováno).
O své koncepci ostatně autor sám mluví v „závěrku“ (doslovu) ke své knize. Doslov začíná příznačně latinským citátem z Platóna: Non nobis solum nati sumus ortusque nostri partem patria sibi vendicat, partem parentes, partem amici („Ne sami pro sebe zrodili jsme se, ale díl živobytí našeho (rozuměje po Bohu) přivlastňuje sobě díl vlast, díl rodičové, díl přátele“). Kroniky jsou od toho, aby na příkladu minulosti vyjevovaly lidem, čeho se mají držet a čeho si ošklivit. Ze stejného důvodu se pustil do díla i autor, aby své „milé české vlasti [sv]ou povinnou vděčnost dokázal“ a připomenul současníkům slavnou minulost. Nijak se netají, že svůj materiál přebíral. Text svým duchem silně připomíná ranou obrozeneckou rétoriku i tematiku:
„A jakož vejš od tak mnohých a slavných mužův velmi za dobré a potřebné uznáno bylo a jest staré příběhy a památky slavné, chvalitebné a svaté v paměti lidské obnovovati, a zvláště v našem jazyku českém mezi lidem obecným a sprostým, kde se zřídka co nachází, co by jejich zkormoucenou mysl posilňovalo a občerstvilo, neb u nás velice hyne předešlých věcí památka, tak že jiní národové mnohém větší povědomost mají našich českých příběhů než mnozí Čechové, což k nemalé naší zhoubě a lehkosti jest, když naše staré příběhy dle líbosti vykládají a na místě svatých, Bohu milých předkův našich knížat, králův, biskupův a jiných dobrých buď vejstupky Žížky, Jana Husi, aneb v zlé pověsti jim rovné k potupě národu českému vytejkají a předhazují.“
Autor si stěžuje, že mnozí se více pídí po znalostech o cizích dějinách, a na svou vlast zapomínají a své povinnosti k ní zanedbávají, a uzavírá: „Hanebná jest věc v své vlasti cizozemcem býti, co se jinde děje, chce vyzvěděti a o domácích příbězích žádné vědomosti nemíti.“

### Kapitola XXXV
(Proč a z jakých příčin země česká do tak veliké zhouby a k potlačení přišla, z Písma svatého se vypodobňuje, též o chvále a vznešenosti řeči a jazyka českého)
Odborníci (Petrů, Stich, Valášek) se shodují na tom, že 35. kapitola je klíčovým textem. Mluví totiž daleko před vlastním národním obrozením obrozeneckým slovníkem. V první části autor jako důvod úpadku uvádí to, že se Čechové vzdali vlastního a začali se opičit (nazývá je doslova „české opice“) po cizozemcích ve zvycích, oblečení, způsobech. To je zajímavé hlavně z toho hlediska, že na to samé si stěžují čeští spisovatelé už od Dalimila a Pavel Stránský ze Zap ve svém Českém státu, napsaném pro elzevierskou encyklopedickou řadu celoevropského zaměření, říká ve zvláštní kapitole, že o Češích se říká ledacos protichůdného, ale že kdyby on měl vypíchnout jednu charakteristickou vlastnost, byla by to jejich záliba v cizím a pohrdání vlastním. Druhá část pak přechází v regulérní jazykovou obranu, jejíž argumentace vede de facto k státoprávním nárokům. Začíná stížnostmi, že se nevděční vlastenci spojili s nepřáteli národa a jazyka českého, a způsobili tak, že obojí přišlo v lehkost a že mnozí mateřštinu potupují a stydí se jí mluvit. Své rozhořčení podtrhuje biblickým citátem, v němž Nehemiáš trestá bitím ty syny ze smíšených židovsko-azotských manželství, kteří nemluvili hebrejsky. Obzvlášť zajímavé je, že ten samý výrok cituje Jan Hus se svém Výkladu víry a přejímá jej i Pavel Stránský. Autor je tu tak trochu nechtěně v řade s arcikacířem. Je také připomínán Jazykový zákon z roku 1615, v němž čeští stavové schválili postavení češtiny coby jediného úředního jazyka v českých zemích, jediného jazyka zemských desk, a požadovali, aby každý obyvatel uměl česky pod trestem vyhnanství. Některé pasáže jsou zcela zásadní pro poznání předobrozeneckého pojetí národa:
"[…] Kteroužto řeč a jazyk český Bůh mnohými svatými a slavnými muži a lidmi oslavil i také královskou korunou ozdobil a ji mnohým slavným i korunovaným řečem a jazykům rovnou učinil, neb jak řeč španihelská, řeč francouzská, uherská, polská a jiné v světě řeči mají své země, mají též i královské koruny, to také nápodobně má i řeč česká, že od božské štědroty jak zemí, i také královskou korunou jest obdařená, a protož naši milí předkové k oslavení a ozdobě té korunované řeči dlé přirozeného vyslovení jména sobě dávali, jako Vartislav, Václav […atd…]."

Před tímto úryvkem autor mluví také obšírněji o tom, že český národ vzešel ze „Slaváků“, „Možkvanů“ a „Sarmatů“ – posloupnost je samozřejmě dovedena k biblickým reáliím, v tomto případě k postavě jakéhosi praotce Moskvanů Mozocha, syna Noemova, syna Jafeta. Důležité je však, že v duchu tzv. barokního slavismu odvozuje původ Čechů od slovanských kmenů, mj. Charvátů, což je tradiční pojetí známé nejméně od 14. století. Je tu tedy v jednom odstavci řeč o národu, lidu, jazyku, koruně a státu. Češtinu autor nazývá „řečí svatováclavskou“, je tedy přímo navázána na státoprávní tradici. Tento náhled na poměr lidu, jazyka a státu je velice blízký moderní představě. Dnes se běžně tvrdívá, že ta vznikla až na konci 18. století pod vlivem osvícenectví, nebyla-li přímo přejata z Herdera. Tato teze je ovšem ve světle Země dobré zcela neudržitelná. Nutno však připomenout, že v podobném duchu se nese i mnoho dalších úryvků z děl doby 1600–1750 (mj. i jazykový zákon z r. 1615), ač tam nejsou vždy výše zmíněné vztahy popsány vždy takto explicitně. Jazykovou obranu nacházíme v barokních gramatikách, včetně dlouho přetiskované Jandytovy, i u některých kazatelů, například Ondřeje Františka de Waldta, a ve všech případech se také hovoří o národu českém a slovanském. Také pojetí češtiny jako posvátného jazyka českých svatých, především sv. Václava a od r. 1729 sv. Jana Nepomuckého, není novinkou Země dobré. Má-li tedy termín „národ“ v době barokní v česky psané literatuře nějaký přesnější význam, rozhodně se nejedná o národ v mezích čistě zemského patriotismu. Země dobrá je tudíž završením této nepřerušené tradice, a zároveň přímo předjímá národní obrození.